# Lago Koyashskoye
O lago Koyashskoye (em russo:  Кояшское озеро, transl. Koiashskoe ozero; em ucraniano:  Кояське озеро, transl. Koiaske ozero) ou Opukskoye (em russo:  Опукское озеро, transl. Opukskoe ozero; em ucraniano:  Опуцьке озеро, transl. Oputske ozero; em tártaro da Crimeia:  Opuk gölü) é um lago salgado na costa da península de Querche, na Crimeia, separado do mar Negro por uma fina faixa de terra. O lago encontra-se dentro da Reserva Natural de Opuksky e tem 3,84 quilómetros de comprimento, 2,81 quilómetros de largura e um metro de profundidade. O lago tem a particularidade de ter uma coloração rosa a escarlate, dependendo da luz, devido à presença de algas microscópicas do género Dunaliella que vivem na água. Quando a água evapora, o sal no lago cristaliza sobre as pedras e as margens, produzindo pedras de cristal e um cheiro de violeta.
Este local é considerado curativo e é apreciado por alguns moradores locais. Não é amplamente conhecido pelos turistas.